# Kielerkanalen
Kielerkanalen (på tysk: Nord-Ostsee-Kanal, tidligere Kaiser-Wilhelm-Kanal) er en 98 km lang kanal i det nordlige Tyskland, som forbinder Nordsøen ved Brunsbüttel med Østersøen ved Kiel-Holtenau. Den adskiller geografisk det meste af Jylland fra resten af det kontinentale Europa. Gennemsnitligt spares der 280 sømil (519 km) ved at bruge Kielerkanalen i stedet for at gå nord om Jylland. Ikke alene sparer det tid, risikoen for at blive ramt af storme mindskes også. Kanalen er én af verdens mest benyttede kunstige kanaler.

## Historie
Kanalen blev bygget som erstatning for Ejderkanalen, der havde for lille kapacitet til at håndtere den stadig voksende dampskibstrafik. Den blev påbegyndt i 1887 under kejser Vilhelm Is regering og blev den 21. juni 1895 indviet af hans sønnesøn Vilhelm II. Kanalen var oprindelig 67 meter bred og 9 meter dyb, men i perioden 1907–1914 blev kanalen udvidet til 102 meters bredde og 11 meters dybde.
Frem til 1948 blev kanalen kaldt Kaiser-Wilhelm-Kanal, men fik efter 2. verdenskrig det mere neutrale navn Nord-Ostsee-Kanal, af tysk søfart forkortet NOK. På andre sprog anvendes ofte navnet Kielkanalen efter havnen i den nordøstlige ende af kanalen. 

## Broer og tunneller
- Broer
  - Brunsbüttel (vej B5)
  - Hochdonn (jernbane, arkitekt Friedrich Voss)
  - Hohenhörn (motorvej A23)
  - Grünental (vej og jernbane)
  - Rendsborg Højbro med hængefærge (jernbane, arkitekt Friedrich Voss)
  - Rade (motorvej A7)
  - Levenså (to broer: vej B76 og jernbane)
  - Holtenå (to broer: vej B503)
- Tunneller
  - Biltunnel i Rendsborg (vej B77/B202)
  - Fodgængertunnel i Rendsborg
- Færger
  - 14 gratis færger krydser Kielerkanalen.